# اوتشا لوبيانيدز
اوتشا لوبيانيدز (23 فبراير 1987 جورجيا - ) هو لاعب كرة قدم جورجي، يلعب كمدافع.

## وصلات خارجية
اوتشا لوبيانيدز على موقع الاتحاد الدولي (مؤرشف)  (الإنجليزية)
- اوتشا لوبيانيدز على موقع الاتحاد الأوربي (الإنجليزية)
- اوتشا لوبيانيدز على موقع اتحاد أوكرانيا (الإنجليزية)
- اوتشا لوبيانيدز على موقع قاعدة بيانات كرة القدم.إي يو (الإنجليزية)
- اوتشا لوبيانيدز على موقع ناشيونال فوتبول تيمز (الإنجليزية)
- اوتشا لوبيانيدز على موقع Soccerway.com (الإنجليزية)
- اوتشا لوبيانيدز على موقع عالم كرة القدم.نت (الإنجليزية)
- اوتشا لوبيانيدز على موقع AS.com (الإسبانية)